# Női álmok
A Női álmok (Kvinnodröm) egy 1955-ben bemutatott Ingmar Bergman által rendezett svéd filmdráma.

## Történet
Susanne (Eva Dahlbeck) egy modellügynökség tulajdonosa Stockholmban. Doris (Harriet Andersson) a legnépszerűbb modellje összeveszik a vőlegényével Palléval egy új fotósorozat készítése közben. Ezután Göteborgba utazik Susannenal.
Göteborgban Doris találkozik egy idősebb férfival, a konzul Otto Sönderbyvel (Gunnar Björnstrand), akit meglepően emlékeztet feleségére, aki most elmegyógyintézetben van. A konzul elegáns ruhákkal és ékszerekkel elégíti ki a lány vágyait, egy izgalmas napot töltenek együtt, amíg a férfi lánya hazaérkezik és kíméletlenül leleplezi apja egoizmusát.
Susanne eközben felhívja régi szeretőjét Henriket, és egy találkozót beszél meg vele egy hotelszobában. Henrik vonakodva elmegy a nőhöz, ahol szeretkeznek és a kapcsolatuk felújítását kezdik tervezgetni, amíg a férfi felesége megérkezik.
Lobeliusné meggyőzően bizonyítja be a férje gyengeségét. A kiábrándult Susanne visszatér Dorisszal Stockholmba, akit a megbékélt vőlegénye már vár.

## Szereposztás
| Színész             | Karakter        |
| ------------------- | --------------- |
| Eva Dahlbeck        | Susanne         |
| Harriet Andersson   | Doris           |
| Gunnar Björnstrand  | Otto Sönderby   |
| Inga Landgré        | Lobeliusné      |
| Ulf Palme           | Henrik Lobelius |
| Benkt-Åke Benktsson | Magnus          |
| Sven Lindberg       | Palle Palt      |
| Kerstin Hedeby      | Marianne        |
| Naima Wifstrand     | Arénné          |

## Fordítás
- Ez a szócikk részben vagy egészben  a   Dreams (1955 film) című angol Wikipédia-szócikk fordításán alapul.  Az eredeti cikk szerkesztőit annak laptörténete sorolja fel. Ez a jelzés csupán a megfogalmazás eredetét és a szerzői jogokat jelzi, nem szolgál a cikkben szereplő információk forrásmegjelöléseként.